# Schnipsel

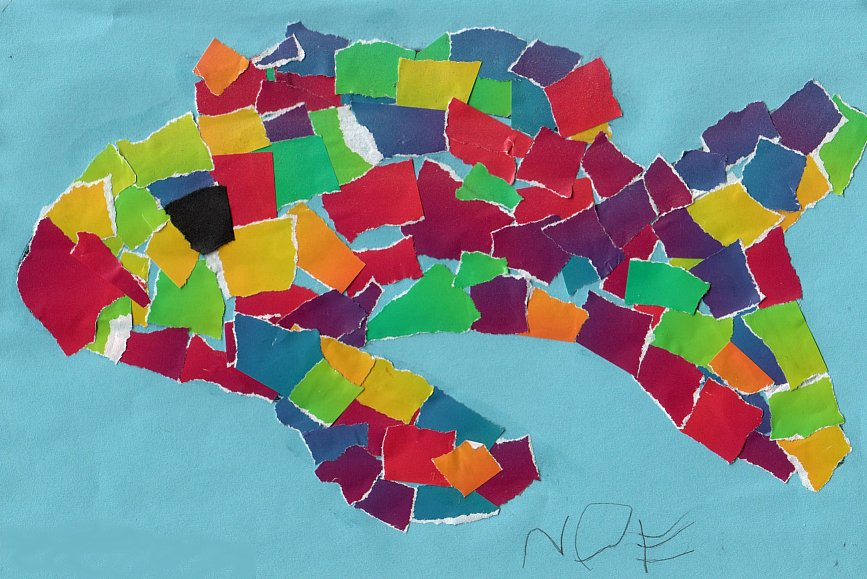
Kinderkunstwerk aus Papierschnipseln

Als Schnipsel, teilweise auch als Schnippel, bezeichnet man einen oder mehrere kleine Papier- oder Pappfetzen. Ein Schnipsel ähnelt dem Konfetti, ist im Durchschnitt jedoch etwas größer und an den Rändern „verfranst“ (ausgerissen).

## Bedeutung
Die Brüder Grimm lassen in ihrem Deutschen Wörterbuch vermerken, dass Schnippel und schnippern „kleines abgeschnittenes stück“ bzw. „kleine theilchen abschneiden“ bedeuten. Krünitz von 1858 schreibt unter anderem: „Schnipfeln, Schnippeln oder Schnippern“ bedeutet „mit der Scheere in sehr kleine Stücke schneiden“. Ebenfalls als Schnipsel, genauer allerdings als Filmschnipsel, werden kurze Ausschnitte aus Spiel- oder Dokumentarfilmen bezeichnet, die man sich häufig im Internet mit einer entsprechenden Abspielsoftware ansehen kann. Sie sollen „Appetit“ auf den Kinobesuch machen. Ursprünglich waren Filmschnipsel die beim Schneiden des Films übergebliebenen Ausschnitte. Diese waren begehrte Sammlerobjekte.
Schnipsel ist auch der Titel eines Aphorismen-Büchleins des Autors Kurt Tucholsky sowie der Name eines deutschen online-Literatur-Magazins.

## Herkunft
Das Wort Schnipsel (landschaftlich, besonders in Berlin auch Schnippel) stammt vom Frühneuhochdeutschen schnippen und bedeutet so viel wie fortschnellen; schnell mit der Schere abschneiden und ist lautnachahmenden Ursprungs.
Häufig gebräuchlich sind die Zeitungsschnipsel. Für Zeitungen wird ein sehr dünnes Papier verwendet, das leicht einzureißen ist, und ist daher am beliebtesten, wenn es um das Anfertigen von Schnipseln geht. Solche Zeitungsschnipsel finden Anwendungsmöglichkeiten bei der Herstellung von Pappmaché. Basierend auf dem Aussehen von Zeitungsschnipseln (die jeweils nur Bruchteile der Artikel enthalten) wurden auch die Codeschnipsel in der Programmierung benannt. Dies sind kleine Abschnitte, die für sich alleine keinen oder nur wenig Sinn haben, in größeren Programmen aber Teilprobleme lösen können.

## Weitere Anwendungsgebiete
- Bei der häuslichen Papierherstellung aus Altpapier benötigt man kleinste Zeitungsschnipsel, die dann in Wasser zusätzlich püriert werden.
- Pappmaché wird aus mit Kleister vermischten Schnipseln hergestellt.
- Große Geschenke werden in ihrer Schachtel oft zusätzlich mit Schnipseln bedeckt, um die Spannung zu steigern, kleine Geschenke in großen Kartons mit Schnipseln künstlich aufgebauscht.
- Paketsendungen werden häufig mit Schnipseln im Innern des Päckchens zusätzlich geschützt.
- Der dadaistische Künstler Kurt Schwitters verwendete Zeitungsschnipsel für seine Collagen.
- Die Schnipseljagd, eigentlich Schnitzeljagd, ist ein Geländespiel, bei der mit Hilfe von Schnipseln Hinweise über den Weg gegeben werden.